# شهرستان کنتون (کنتاکی)
شهرستان کنتون، کنتاکی (به انگلیسی: Kenton County, Kentucky) یک سکونتگاه مسکونی در ایالات متحده آمریکا است که در کنتاکی واقع شده‌است.